# Schattlahnerkopf
Der Schattlahnerkopf, in der österreichischen Karte auch Wilderlochberg, ist ein 1629 m ü. NHN hoher Gipfel in den Bayerischen Voralpen auf der Grenze zwischen Bayern und Tirol. Er ist der höchste Punkt des Wilden Lochbergs, der sich zwischen der Bayerischen Wildalm und der Bayrache in Ost-West-Richtung erstreckt. Nördlich vorgelagert ist der Langeckberg (1419 m).

## Alpinismus
Der Berg, der ein Gipfelkreuz trägt, wird von dem aus der Langenau bei Wildbad Kreuth zur Gufferthütte führenden Weg, der bei der Bayerischen Wildalm nach Osten verlassen wird, auf dem Gratrücken weglos erreicht.